# Koe Wetzel

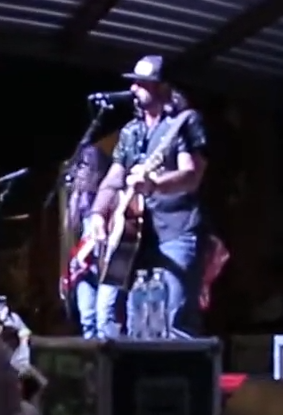
Koe Wetzel (2017)

Ropyr Madison Koe Wetzel (* 14. Juli 1992 in Pittsburg, Texas) ist ein US-amerikanischer Country-/Rock-Sänger und Songwriter.

## Werdegang
Wetzel wuchs im Nordosten von Texas als Sohn einer Countrysängerin und eines Bauarbeiters auf. Als Sechsjähriger stand er erstmals mit seiner Mutter auf einer Bühne. Im Alter von zwölf Jahren erlernte er das Gitarrespielen. Sein Vorname Koe ist eine Reverenz an den Outlaw-Country-Musiker David Allan Coe. Während seiner Zeit an der High School spielte er American Football und Baseball. Nach seinem Abschluss spielte er als Linebacker American Football an der Tarleton State University in Stephenville. Als er das Interesse am Sport verlor, widmete er sich seiner Musikerkarriere. Anfang der 2010er Jahre gründete Wetzel die Band Koe Wetzel and the Konvicts und veröffentlichte am 11. Juni 2012 im Selbstverlag die EP Love and Lies. Es folgten zahlreiche Auftritte in Texas und dem Südwesten der USA, mit denen sich die Band eine Anhängerschaft unter College-Studenten und Twens erspielte. Am 10. Januar 2015 erschien das Debütalbum Out on Parole ebenfalls im Selbstverlag.
Ein Jahr später erschien am 17. August 2016 das zweite Studioalbum Noise Complaint über das Plattenlabel YellaBush. Ab diesem Album erschienen die Alben nur noch unter dem Namen Koe Wetzel. Ein Jahr später nahm ein Streaming-Anbieter versehentlich seine Lieder von ihren Servern, was seine Popularität nur förderte. Am 21. Juni 2019 erschien das dritte Studioalbum Harold Saul High, welches Platz 20 der US-amerikanischen Albumcharts erreichte. Im Juli 2020 unterzeichnete Koe Wetzel einen Vertrag mit dem Major-Label Columbia Records. Sein drittes Studioalbum Sellout erschien am 20. November 2020 und erreichte Platz 88 der US-amerikanischen Albumcharts. Das vierte Studioalbum Hell Paso, welches im Studio Sonic Ranch aufgenommen wurde, erschien am 16. September 2022 und erreichte Platz zwölf der US-amerikanischen Albumcharts. 
Für das Tributealbum an die Rolling Stones Stoned Cold Country steuerte Koe Wetzel eine Version des Liedes Shine a Light bei. Im Sommer 2023 spielte Koe Wetzel im Vorprogramm von Eric Churchs Outsider Revival Tour. Am 19. Juli 2024 erschien Wetzels sechstes Studioalbum 9 Lives. Mit den Liedern Sweet Dreams und High Road, letztes ein Duett mit Jessie Murph, erreichte er erstmals die US-amerikanischen Singlecharts.

## Stil
Mark Deming vom Onlinemagazin Allmusic schrieb, dass Koe Wetzel „aufrecht zwischen der Angeberei des Outlaw-Country und dem Fausthieb des Rock ’n’ Roll stehen“ würde. Seine Texte handeln vom harten Leben und Missgeschicken. Über seine Mutter kam er mit klassischer Country-Musik in Berührung, während er über seinen Vater den Hip-Hop kennenlernte, insbesondere Künstler wie Tupac Shakur und The Notorious B.I.G. Über einen Cousin kam er als Jugendlicher mit Alternative Rock und Grunge in Berührung. Nirvana und Soundgarden waren dabei die Haupteinflüsse.

## Diskografie

### Studioalben
| Jahr | Titel Musiklabel           | Höchstplatzierung, Gesamtwochen, AuszeichnungChartplatzierungen (Jahr, Titel, Musiklabel, Platzierungen, Wochen, Auszeichnungen, Anmerkungen) | Höchstplatzierung, Gesamtwochen, AuszeichnungChartplatzierungen (Jahr, Titel, Musiklabel, Platzierungen, Wochen, Auszeichnungen, Anmerkungen) | Höchstplatzierung, Gesamtwochen, AuszeichnungChartplatzierungen (Jahr, Titel, Musiklabel, Platzierungen, Wochen, Auszeichnungen, Anmerkungen) | Anmerkungen                                                           |
| Jahr | Titel Musiklabel           | US | Country | Rock | Anmerkungen                                                           |
| ---- | -------------------------- | --- | --- | --- | --------------------------------------------------------------------- |
| 2015 | Out on Parole Selbstverlag | — | — | — | Erstveröffentlichung: 10. Januar 2015 als Koe Wetzel and the Konvicts |
| 2016 | Noise Complaint YellaBush  | — | Country48 (1 Wo.)Country | — | Erstveröffentlichung: 17. August 2016 Charteinstieg: 2024             |
| 2019 | Harold Saul High YellaBush | US65 (1 Wo.)US | Country10 (1 Wo.)Country | — | Erstveröffentlichung: 21. Juni 2019                                   |
| 2020 | Sellout Columbia Records   | US88 Gold · (1 Wo.)US | Country10 (1 Wo.)Country | — | Erstveröffentlichung: 20. November 2020                               |
| 2022 | Hell Paso Columbia Records | US12 (4 Wo.)US | Country3 (8 Wo.)Country | Rock2 (3 Wo.)Rock | Erstveröffentlichung: 16. September 2022                              |
| 2024 | 9 Lives Columbia Records   | US15 (23 Wo.)US | Country5 (33 Wo.)Country | Rock4 (17 Wo.)Rock | Erstveröffentlichung: 19. Juli 2024                                   |

### Livealben
| Jahr | Titel Musiklabel                                     | Höchstplatzierung, Gesamtwochen, AuszeichnungChartplatzierungen (Jahr, Titel, Musiklabel, Platzierungen, Wochen, Auszeichnungen, Anmerkungen) | Höchstplatzierung, Gesamtwochen, AuszeichnungChartplatzierungen (Jahr, Titel, Musiklabel, Platzierungen, Wochen, Auszeichnungen, Anmerkungen) | Höchstplatzierung, Gesamtwochen, AuszeichnungChartplatzierungen (Jahr, Titel, Musiklabel, Platzierungen, Wochen, Auszeichnungen, Anmerkungen) | Anmerkungen                            |
| Jahr | Titel Musiklabel                                     | US | Country | Rock | Anmerkungen                            |
| ---- | ---------------------------------------------------- | --- | --- | --- | -------------------------------------- |
| 2025 | Live from the Damn Near Normal Tour Columbia Records | US109 (1 Wo.)US | Country19 (1 Wo.)Country | — | Erstveröffentlichung: 28. Februar 2025 |

### EPs
| Jahr | Titel Musiklabel           | Anmerkungen                                                         |
| ---- | -------------------------- | ------------------------------------------------------------------- |
| 2012 | Love and Lies Selbstverlag | Erstveröffentlichung: 11. Juni 2012 als Koe Wetzel and the Konvicts |

### Singles
| Jahr | Titel Album                                                  | Höchstplatzierung, Gesamtwochen, AuszeichnungChartplatzierungen (Jahr, Titel, Album, Platzierungen, Wochen, Auszeichnungen, Anmerkungen) | Höchstplatzierung, Gesamtwochen, AuszeichnungChartplatzierungen (Jahr, Titel, Album, Platzierungen, Wochen, Auszeichnungen, Anmerkungen) | Höchstplatzierung, Gesamtwochen, AuszeichnungChartplatzierungen (Jahr, Titel, Album, Platzierungen, Wochen, Auszeichnungen, Anmerkungen) | Anmerkungen                                                                                |
| Jahr | Titel Album                                                  | US | Country | Rock | Anmerkungen                                                                                |
| --- | ------------------------------------------------------------ | --- | --- | --- | ------------------------------------------------------------------------------------------ |
| 2022 | April Showers Hell Paso                                      | — | — | Rock16 (3 Wo.)Rock | Erstveröffentlichung: 8. April 2022                                                        |
| 2022 | Creeps Hell Paso                                             | US— GoldUS | Country28 (5 Wo.)Country | Rock10 (7 Wo.)Rock | Erstveröffentlichung: 26. August 2022 Verkäufe: + 500.000                                  |
| 2023 | Wasted Diplo Presents Thomas Wesley, Chapter 2: Swamp Savant | — | — | Rock14 (3 Wo.)Rock | Erstveröffentlichung: 13. Januar 2023 Diplo & Thomas Wesley feat. Kodak Black & Koe Wetzel |
| 2024 | Damn Near Normal 9 Lives                                     | US— GoldUS | Country29 (8 Wo.)Country | Rock11 (14 Wo.)Rock | Erstveröffentlichung: 8. März 2024                                                         |
| 2024 | Sweet Dreams 9 Lives                                         | US35 Platin · (13 Wo.)US | Country10 (20 Wo.)Country | — | Erstveröffentlichung: 17. Mai 2024 Verkäufe: + 1.040.000                                   |
| 2024 | High Road 9 Lives                                            | US22 Platin · (40 Wo.)US | Country4 (43 Wo.)Country | — | Erstveröffentlichung: 7. Juni 2024 Verkäufe: + 615.000; feat. Jessie Murph                 |
| 2024 | Casamigos –                                                  | — | Country34 (1 Wo.)Country | — | Erstveröffentlichung: 13. September 2024                                                   |
| 2025 | Surrounded –                                                 | — | Country49 (1 Wo.)Country | — | Erstveröffentlichung: 25. Juli 2025                                                        |
| Folgende Lieder erschienen nicht als Single, wurden aber durch das Album zum Download und Streaming bereitgestellt und konnten somit eine Platzierung erlangen: |                                                              | | | |                                                                                            |
| |                                                              | | | |                                                                                            |
| 2022 | Cabo Hell Paso                                               | US— GoldUS | Country28 (3 Wo.)Country | Rock13 (3 Wo.)Rock | Erstveröffentlichung: 16. September 2022 Verkäufe: + 500.000                               |
| 2022 | Money Spent Hell Paso                                        | — | Country45 (1 Wo.)Country | Rock21 (1 Wo.)Rock | Erstveröffentlichung: 16. September 2022                                                   |
| 2022 | Oklahoma Sun Hell Paso                                       | — | — | Rock24 (1 Wo.)Rock | Erstveröffentlichung: 16. September 2022                                                   |

## Auszeichnungen

### Musikverkäufe
| Goldene Schallplatte - Australien - 2025: für die Single High Road - Kanada - 2024: für die Single Sweet Dreams - Vereinigte Staaten - 2021: für das Lied February 28, 2016 - 2022: für das Lied Love - 2023: für das Lied Kuntry & Wistern - 2023: für das Lied Ragweed | Platin-Schallplatte - Kanada - 2024: für die Single High Road - Vereinigte Staaten - 2022: für das Lied Drunk Driving - 2024: für das Lied Good Die Young - 2025: für das Lied Something to Talk About |

Anmerkung: Auszeichnungen in Ländern aus den Charttabellen bzw. Chartboxen sind in ebendiesen zu finden.
| Land/RegionAuszeichnungen für Musikverkäufe (Land/Region, Auszeichnungen, Verkäufe, Quellen) | Gold       | Platin     | Verkäufe  | Quellen         |
| -------------------------------------------------------------------------------------------- | ---------- | ---------- | --------- | --------------- |
| Australien (ARIA)                                                                            | Gold1      | —          | 35.000    | aria.com.au     |
| Kanada (MC)                                                                                  | Gold1      | Platin1    | 120.000   | musiccanada.com |
| Vereinigte Staaten (RIAA)                                                                    | 8× Gold8   | 5× Platin5 | 9.000.000 | riaa.com        |
| Insgesamt                                                                                    | 10× Gold10 | 6× Platin6 |           |                 |

### Musikpreise
| Jahr | Kategorie             | für                          | Resultat   |
| ---- | --------------------- | ---------------------------- | ---------- |
| 2025 | Favorite Country Song | High Road (mit Jessie Murph) | Ausstehend |
| 2025 | Favorite Rock Album   | 9 Lives                      | Ausstehend |

| Jahr | Kategorie                   | für          | Resultat  |
| ---- | --------------------------- | ------------ | --------- |
| 2024 | The New Artist of 2024      | Koe Wetzel   | Nominiert |
| 2024 | The New Artist Song of 2024 | Sweet Dreams | Nominiert |